# Abludomelita japonica
Abludomelita japonica är en kräftdjursart. Abludomelita japonica ingår i släktet Abludomelita och familjen Melitidae. Inga underarter finns listade i Catalogue of Life.